# Acoperișurile din Collioure
Acoperișurile din Collioure (în franceză Les Toits de Collioure) este o pictură în ulei pe pânză realizată în 1905 de Henri Matisse. Este un exemplu al stilului pe care Matisse l-a folosit în perioada sa timpurie de fauvism. Tabloul se află în colecția muzeului Ermitaj din Sankt Petersburg, Rusia, din 1948. Inițial, a făcut parte din colecția Serghei Șciukin, iar apoi s-a aflat la Muzeul de Stat al Artei Moderne Occidentale din Moscova.